# Acheilognathus asmussii
Acheilognathus asmussii är en fiskart som först beskrevs av Benedykt Dybowski 1872.  Acheilognathus asmussii ingår i släktet Acheilognathus och familjen karpfiskar. Inga underarter finns listade i Catalogue of Life.